# Kotovka (Raión de Berezivka)
Kotovka  (ucraniano: Котовка) es una localidad del Raión de Berezivka en el Óblast de Odesa de Ucrania. Según el censo de 2001, tiene una población de 95 habitantes.